# Бачка топола (община)
Община Бачка топола (на сръбски: Општина Бачка Топола или Opština Bačka Topola) е община в Севернобачки окръг, автономна област Войводина, Сърбия. Заема площ от 596 км2. Административен център на общината е град Бачка топола.

## География
Общината се намира в историческата област Бачка.

## Население
Населението на общината възлиза на 38 245 жители (2002).

### Етнически състав
- унгарци-22 543 (58,94%) жители
- сърби-11 454 (29,94%) жители
- югославяни-831 (2,17%) жители
- черногорци-547 (1,43%) жители
- хървати-454 (1,18%) жители
- други-2420 (8,3%) жители

## Населени места
| - Багремово - Байша - Бачка топола - Бачки Соколац - Богараш - Горна Рогатица - Гунарош - Зобнатица - Кавило - Караджорджево - Кривая - Мали Београд | - Мичуново - Ново Орахово - Негошево - Оборняча - Томиславци - Панония - Пачир - Победа - Светичево - Средни Салаш - Стара Моравица |